# Izatha katadiktya
Izatha katadiktya là một loài bướm đêm thuộc họ Oecophoridae. Nó là loài đặc hữu của New Zealand, ở đó nó được tìm thấy ở miền đông South Island, và có lẽ là ở vịnh Hawkes.
Sải cánh dài 21–27.5 mm đối với con đực và 21.5–30 mm đối với con cái. Con trưởng thành bay vào tháng 10, tháng 11 and tháng 1.
Ấu trùng ăn gỗ chết.